# Sailors Beware
Sailors Beware és una pel·lícula estatunidenca - curt mut còmic -dirigida per Fred Guiol i Hal Roach, i estrenada el 1927 i protagonitzada per Stan Laurel i Oliver Hardy abans de la seva estrena oficial com el duo Laurel i Hardy. L'equip va aparèixer en un total de 107 pel·lícules entre 1921 i 1951.

## Argument
Un taxista honest (Laurel) recull una dona (Anita Garvin) i la seva "criatura", que és de fet una nana disfressada. No s'adona que els seus passatgers són estafadors. Quan marxen del taxi sense pagar i deixen el taximetre funcionant, Stan els segueix en un creuer, el Miramar on el bebè és l'autor de diversos robatoris.

## Repartiment
- Stan Laurel: Chester Chaste
- Oliver Hardy: Parser Cryder
- Anita Garvin: Madame Ritz
- Ed Brandenburg: Cap de cabina
- Frank Browlee: Capità Bull
- Harry Earles: Roger/el bebè
- Will Stanton: Baró Behr

## Al voltant de la pel·lícula
- El duo Laurel i Hardy no existeix encara. Es formarà alguns mesos més tard amb The Segon Hundred Years.
- Harry Earles torna a fer un paper similar al que va tenir al Club dels Tres de Tod Browning, el 1925. En efecte, no és més que un nan, disfressat de bebè, que ocasiona trastorns durant el creuer del Miramar.